# Молчанова, Ольга Павловна
Ольга Павловна Молчанова (1886 — 1975) — советский врач и биолог, член-корреспондент Академии медицинских наук СССР.

## Биография
Родилась 30 апреля 1886 года в Рязани.
Окончила гимназию (1904, с золотой медалью) и отделение естественных наук Московских Высших женских курсов при 2-м Московском университете (1911).
С 1910 года работала в лаборатории физиологии питания, которой заведовал Михаил Николаевич Шатерников (1870—1939).
В 1918 году тяжело заболела и на два года уехала в Рязань. Затем вернулась в лабораторию Шатерникова, которая в то время была преобразована в Институт физиологии питания.
Занималась изучением потребности человека в калориях в зависимости от условий его труда.
В 1933 и 1934 годах участвовала в экспедициях в пустыне Каракумы, целью которых было изучение влияния жары и тяжёлых условий на обмен веществ, потребление воды, расход белков, минеральных солей. С 1936 года участвовала в экспедициях на Памир.
Занималась разработкой рационов питания для подростков — учащихся ремесленных школ. Благодаря ей было улучшено снабжение этих учреждений молочными продуктами.
Заместитель, а с 1947 по 1961 год директор Всесоюзного института питания АМН СССР. В 1950 году избрана членом-корреспондентом Академии медицинских наук СССР.
Доктор биологических наук, профессор. Читала курс физиологии в МГУ имени М. В. Ломоносова, а также в Первом и Втором медицинских институтах.
Один из авторов «Книги о вкусной и здоровой пище».
Умерла в Москве 13 марта 1975 года. Похоронена в Москве на Ваганьковском кладбище (уч. № 14).

## Награды
- два ордена Ленина (в т.ч. 22.06.1946)
- два ордена Трудового Красного Знамени (в т.ч. 17.06.1961 — за активное участие в подготовке и осуществлении полёта первого в мире космического корабля с человеком на борту)
- Заслуженный деятель науки РСФСР

## Сочинения
- Гигиена питания [Текст] / Под ред. проф. К. С. Петровского. - Москва : Медицина, 1971. - 2 т.; 27 см; 27 см. Т. 1 / [Авт. О. П. Молчанова, К. Петровский, В. В. Ефремов и др.]. - 1971. - 512 с., 5 л. ил.
- Основы рационального питания [Текст]. - Москва : Медгиз, 1958. - 40 с.; 20 см. - (Научно-популярная медицинская литература).